# FIA スポーツカー選手権
FIA スポーツカー選手権は、2001年から2003年まで、国際自動車連盟（FIA）によって主に欧州中心に開催されたスポーツプロトタイプカーによる耐久レースである。本項では前身の「インターナショナル・スポーツカー・レーシング・シリーズ」（ISRS）、及び「スポーツカー・レーシング・ワールド・カップ」（SRWC）についても記す。

## 概要
1992年のスポーツカー世界選手権（SWC）終焉で、欧州ではメジャーなスポーツカーレースがル・マン24時間レースを除いて消滅した。1994年からBPRと言う団体が主催するGTマシンによる耐久レースシリーズが開催されるようになった。一方北米でもIMSA-GTPが1993年で終焉し、1994年からオープントップコクピットのWSC（ワールドスポーツカー）規定で争われることになった。この時代のル・マンは、これらGTマシンとWSCによって争われることとなった。
1997年、IMSAで行われているオープントップのWSC規定に準ずるスポーツカーシリーズを欧州でも行ないたいとの要請に応え、ジョン・マンゴレッティは「インターナショナル・スポーツカー・レーシング・シリーズ」（ISRS）を開催した。IMSAで活躍するフェラーリ・333SP、ライリーアンドスコット・Mk IIIも参戦し、またル・マンでの有力エントラントであるヨーストや、クレマーも参戦した。
クラスはSR1とSR2に別れ、SR1は自然吸気が6000cc、ターボ車が4000ccに定められた。SR2は生産車ベースの3000cc6気筒までとなった。
一方BPR-GTシリーズは、1997年よりFIA直轄となり、FIA GT選手権となった。メルセデス、ポルシェ、BMWのワークスチームも参戦し、GT1クラスにはセミプロトタイプとも言えるメルセデス・ベンツ・CLK-GTRやポルシェ・911 GT1も登場した。1998年のル・マンのGT1クラスにはもはや完全なプロトタイプとも言えるトヨタ・GT-One TS020やメルセデス・ベンツ・CLK-LMが参戦し、GTクラスは有名無実化していた。
この動きに合わせFIAは、もはやプロトタイプと化したGT1クラスをFIA GT選手権から切り離し、これら新たに定めるGTPマシンと、ISRSを走るオープントップマシンのプライベーターのプロトタイプマシンによって構成される「国際プロトタイプカー選手権」（IPC）を企画する。シリーズの半分はプロトタイプによるスプリントレース、残り半分は本来のGTマシンとの混走による耐久レースと、実現すればかなり面白いシリーズが期待されたが、メルセデス、トヨタの参戦が見込めず、開催されることはなかった。
IPCを断念したFIAは、ISRSにFIAカップを与え、1999年より「スポーツカー・レーシング・ワールド・カップ」（SRWC）を開催する。しかし依然プライベーター中心のシリーズで、興行的に魅力あるものではなかった。
この頃、北米ではIMSAをドン・パノスが買収し、1999年新たにル・マン規定によるアメリカン・ル・マン・シリーズ（ALMS）を開始する。2000年には北米大陸を飛び出し、シルバーストン、ニュルブルクリンク、アデレードでも開催し、アウディ、BMW、GMもワークス参戦する事実上の世界選手権に発展した。しかし翌2001年には北米大陸のみの開催に戻った。欧州では別個にヨーロッパ・ル・マン・シリーズ（ELMS）が開催されることになる。これに対抗しFIAはSRWCにFIA選手権を与え、FIA スポーツカー選手権（FIA SCC)がスタートする。「世界」の名前は入らないが、1992年のSWC崩壊以来のFIAのスポーツカー選手権の復活である。このためELMSはエントリーが集まらず、わずか1年で終焉を迎えることになる。
FIAタイトルが与えられたFIA SCCだが、興行的魅力は相変わらず薄く、エントリーも伸び悩み、結局2003年一杯で終焉を迎えることになる。シリーズとしては成功とは言えなかったFIA SCCだが、日本の童夢のS101がデンマークとのジョイントチームのデン・ビア・エヴィス・チーム郷、オランダのレーシング・フォー・ホーランドから参戦し、3年間で9勝をあげている。2002年、2003年はレーシング・フォー・ホーランドの童夢・S101がコンストラクターズチャンピオンを獲得している。日本単独チームとしてはチーム郷がアウディ・R8で2003年スパ・フランコルシャンで優勝している。日本人ドライバーでは2001年加藤寛規が童夢で2勝、2003年下田隼成がザイテックで1勝、2003年荒聖治がアウディ・R8で1勝をあげている。
2004年からル・マンの主催者フランス西部自動車クラブ（ACO）はル・マン耐久シリーズ（LMES）をスタートさせた（2006年からル・マン・シリーズ＝LMSに改称）。ル・マン規定で争われ、上位チームには翌年のル・マン参加権がシードされる。このため毎レース40台を超えるエントリーを集める盛況ぶりだった。このレースが後にインターコンチネンタル・ル・マン・カップ（ILMC）に発展し、2012年FIA 世界耐久選手権として耐久レースの世界選手権が復活することとなる。

## 歴代チャンピオン
|                  | SR1 Drivers                                     | SR2 Drivers                       |
| SR1 Constructors | SR2 Constructors                                |                                   |
| SR1 Teams        | SR2 Teams                                       |                                   |
| ---------------- | ----------------------------------------------- | --------------------------------- |
| 1997 ISRS        | Titles not awarded                              | Titles not awarded                |
| 1998 ISRS        | エマニュエル・コラール ヴィンセンツォ・ソスピリ | Jean-Claude de Castelli           |
| 1998 ISRS        | Title not awarded                               | Title not awarded                 |
| 1998 ISRS        | JB Giesse Team Ferrari                          | Waterair Sport                    |
| 1999 SRWC        | エマニュエル・コラール ヴィンセンツォ・ソスピリ | Angelo Lancelotti                 |
| 1999 SRWC        | Title not awarded                               | Title not awarded                 |
| 1999 SRWC        | JB Giesse Team Ferrari                          | Cauduro Tampolli Team             |
| 2000 SRWC        | Christian Pescatori David Terrien               | Peter Owen Mark Smithson          |
| 2000 SRWC        | Title not awarded                               | Title not awarded                 |
| 2000 SRWC        | JMB Giesse Team Ferrari                         | Redman Bright                     |
| 2001 FIA SCC     | Marco Zadra                                     | Larry Oberto Thed Björk           |
| 2001 FIA SCC     | フェラーリ                                      | ローラ・カーズ                    |
| 2001 FIA SCC     | BMS スクーデリア・イタリア                      | SportsRacing Team Sweden          |
| 2002 FIA SCC     | ヤン・ラマース Val Hillebrand                   | Mirko Savoldi Piergiuseppe Peroni |
| 2002 FIA SCC     | 童夢                                            | ルッキーニ・エンジニアリング      |
| 2002 FIA SCC     | レーシング・フォー・ホーランド                  | ルッキーニ・エンジニアリング      |
| 2003 FIA SCC     | ヤン・ラマース John Bosch                       | Mirko Savoldi Piergiuseppe Peroni |
| 2003 FIA SCC     | 童夢                                            | ルッキーニ・エンジニアリング      |
| 2003 FIA SCC     | レーシング・フォー・ホーランド                  | ルッキーニ・エンジニアリング      |